# Warren Jabali
Warren Jabali, né Warren Edward Armstrong, le 29 août 1946 à Kansas City, dans le Kansas, et mort le 13 juillet 2012, est un joueur américain de basket-ball. Il évolue aux postes d'arrière et d'ailier.

## Biographie
Warren Edward Armstrong change de nom pour Jabali lors de son entrée à l'université d'État de Wichita en référence à ses origines africaines. Ce nom n'a pas de connotation religieuse, Jabali signifiant « rocher » en swahili.

## Palmarès
- Champion ABA 1973
- MVP des playoffs ABA 1969
- 4 fois All-Star ABA (1970, 1972, 1973, 1974)
- Rookie de l'année ABA 1969
- Nommé dans la ABA All-Rookie First Team 1969
- Nommé dans la All-ABA First Team 1973
- MVP du All-Star Game ABA 1973